# L'home que va matar Liberty Valance
L'home que va matar Liberty Valance (títol original en anglès: The Man Who Shot Liberty Valance) és una pel·lícula estatunidenca en blanc i negre de John Ford, estrenada el 1962. És un western crepuscular de dues hores basat en la novel·la homònima de Dorothy M. Johnson. Els principals actors són James Stewart, John Wayne, Vera Miles, Lee Marvin, i Edmond O'Brien. Ha estat doblada al català.

## Argument[2]
El 1910, el senador Ransom ("Ranse") Stoddard i la seva dona Hallie, una parella gran, tornen a Shinbone, a l'Oest, per a l'enterrament de Tom Doniphon. El periodista local, intrigat per la presència d'un senador que ha vingut a l'enterrament d'un vaquer desconegut, apressa Stoddard a explicar-se. Stoddard, en principi reticent, acaba acceptant. Evoca l'època on acabat de llicenciar en dret, hi va desembarcar amb l'ideal de portar la legalitat al Far West.
Poc abans de la seva arribada a Shinbone, la diligència és atacada per una banda de fugitius. Stoddard és robat i és colpejat al cap i deixat per mort. Tom Doniphon el troba, i li comunica el nom del seu agressor: Liberty Valance, un bandit de notorietat pública, i el deixa al restaurant de la jove Hallie (el seu secret amor) i dels seus pares. Stoddard, encara feble, parla de detenir Valance, cosa que provoca els sarcasmes de Doniphon: a Shinbone, és la llei de les armes la que preval. Stoddard no obté el suport del xèrif, covard notable.
A canvi del seu treball al restaurant, és allotjat per Hallie. Quan Valance el provoca, és Doniphon ajudat de Pompey qui el defensa, mostrant-li que allà només el revòlver pot protegir un home. Stoddard es nega, tanmateix, a renunciar a la via legal. Ensenya a llegir i escriure, dona rudiments d'educació cívica als nens i s'entrena secretament en l'ús del revòlver. Stoddard s'ha fet l'amic de Peabody, el periodista de Shinbone, que denuncia la voluntat dels grans propietaris de bestiar de mantenir el territori de Colorado fora de la Unió, cosa que impedeix el desenvolupament de la ciutat. Els grans propietaris han contractat a més Liberty Valance, que no vacil·la a atacar els grangers aïllats per servir els seus interessos. La solució seria de fer entrar Colorado en la Unió i, justament, tindrà lloc l'elecció dels representants per a la Convenció. El dia de l'elecció, Doniphon es nega a ser candidat i, malgrat les temptatives d'intimidació de Valance, són escollits Peabody i Stoddard a costa de Valance. Aquest últim, furiós, ordena a Stoddard marxar de la ciutat o enfrontar-se en duel aquell vespre mateix.
Peabody, que acaba de redactar un article sobre la derrota de Valance, és fuetejat durament pel bandit, no sense haver defensat (valentament i verbalment) la llibertat de premsa. Stoddard, per a qui això és massa, es nega a marxar de la ciutat com tots li aconsellen. Agafa la seva arma i surt al carrer per esperar Valance. Aquest últim surt i, després d'un tret d'intimidació, fereix Stoddard al braç. Stoddard recull l'arma amb la mà esquerra mentre Valance l'apunta. Els dos homes disparen al mateix temps i Valance es desploma, mort. Stoddard torna amb Hallie que el cuida. Doniphon, veient l'escena, s'adona que ha perdut Hallie i crema la casa que construïa per quan es casessin.
Peabody i Stoddard van a la convenció on l'home que va matar Liberty Valance és aclamat com un heroi. Peabody el proposa com a candidat per representar el partit pro-Unió a Washington, però Stoddard, fastiguejat, es prepara a tornar a l'est. Doniphon l'atura llavors, revelant-li que en realitat, és ell qui va disparar a Valance i el va matar en l'intercanvi de trets. Stoddard torna per ser escollit.
Els periodistes que escolten el seu relat decideixen no treure l'article. Així, la veritable història de Tom Doniphon continua amagada per sempre, ja que la llegenda ha de sobreviure: 
| « | Som a l'Oest, aquí. Quan la llegenda supera la realitat, llavors es publica la llegenda | » |

Quan la parella se'n va de la petita ciutat per tornar a Washington, un empleat de tren els explica els arranjaments especialmentfet per facilitar-los el viatge: 
| « | Res és massa per l'home que va matar Liberty Valance! | » |

La pel·lícula acaba tal com comença, amb un pla general d'un tren en marxa.

## Repartiment
- John Wayne: Tom Doniphon
- James Stewart: Ransom Stoddard
- Vera Miles: Alice/Hallie Stoddard
- Lee Marvin: Liberty Valance
- Edmond O'Brien: Dutton Peabody
- Andy Devine: Marshall Link Appleyard
- Ken Murray: Doc Willoughby
- John Carradine: Cassius Starbuckle
- Jeanette Nolan: Nora Ericson
- John Qualen: Peter Ericson
- Willis Bouchey: Jason Tully
- Carleton Young: Maxwell Scott
- Woody Strode: Pompey
- Denver Pyle: Amos Carruthers
- Strother Martin: Floyd
- Lee Van Cleef: Reese, còmplice de Valance
- Robert F. Simon: Jack/Handy Strong
- O.Z. Whitehead: Herbert Carruthers
- Paul Birch: l'alcalde Winder
- Shug Fisher: Kaintuck
- Earle Hodgins: Clute dumphries
- Anna Lee: Sra. prescott, la vídua
- Ted Mapes: Highpockets
- Charles Seel
- Joseph Hoover

## Elements d'anàlisi
L'home que va matar Liberty Valance és el penúltim western de John Ford. Té, segons Jacques Lourcelles, valor de testament de l'autor en aquest àmbit. Per això banya la pel·lícula en malenconia, fins i tot en amargor, reforçada pel caràcter estàtic de l'acció La pel·lícula, fortament simbòlica, presenta un guió original i complex, propici a l'anàlisi.

### Un duel a tres
El duel en el transcurs del qual és mort Liberty Valance implica de fet tres protagonistes: Stoddard, Valance i Doniphon (ajudat per Pompey). El duel és atípic, ja que és totalment desequilibrat: el resultat sembla decidit per endavant. Per subratllar-ho, el davantal de «rentador de vaixella» que porta Stoddard. Tanmateix, amb la mà esquerra, Stoddard aconsegueix matar Valance, almenys això creu ell -i tothom. Però un flash-back (flash-back que és la història mateixa) corregeix aquesta primera versió: és Doniphon, arrupit en l'ombra, qui ha matat Valance.
Ja que, a L'home que va matar Liberty Valance, no hi ha un sinó dos bons davant el dolent l'oposició clàssica entre el brètol individualista i sanguinari i l'heroi individualista i honrat és esbiaixada per l'aparició d'un tercer personatge, antiindividualista i honrat. I la verdadera oposició de la pel·lícula se situa entre els dos bons, Stoddard i Doniphon

### El procés de civilització
La pel·lícula proposa, com ha estat destacat nombroses vegades una descripció metafòrica del procés de civilització: Tom Doniphon representa la llei de l'Oest, Ransom Stoddard representa la legalitat, el primer s'esborra en benefici del segon. Més exactament,
Valance representa el regnat de la força, Stoddard l'establiment de la llei i Doniphon la necessitat de la força per establir la llei. És a dir que ni Stoddard ni Doniphon no en tenen prou amb ells mateixos en l'acompliment del procés històric. Stoddard succeeix a Doniphon gràcies al seu duel contra Valance, duel en el qual Doniphon ha participat de manera essencial però que continua estant amagada.
Els personatges secundaris també tenen un fort paper simbòlic. Hallie, promesa de Tom, evoluciona progressivament cap a Ransom, que l'ensenya a llegir, que ella admira i amb qui s'acabarà casant. El seu camí simbolitza de fet el d'una societat que passa de la força, d'un territori "obert" que es converteix en un Estat civilitzat. Gamble posa en valor el paper de la premsa que participa en la creació de l'Estat prenent el partit dels febles contra el poder de la violència i dels diners. El periodista Peabody, batut i deixat per mort perquè ha gosat enfrontar-se a Valance, fa campanya i assegura la victòria electoral de Stoddard. Dutton Peabody encarna l'arribada del "quart poder", el de la premsa, que acaba la transició cap a la modernitat americana.
Però el treball de Ford no es resumeix en un joc de símbols. La pel·lícula és un testament, ja que, com ho anota Lourcelles, el director hi posa en escena dos dels principals tipus d'homes de la seva obra: l'home d'acció solitària i el ciutadà responsable al servei de la comunitat. L'estructura en flash-back permet fer cohabitar aquests dos tipus de personatges que representen dues etapes successives de la història americana.

### La realitat i la llegenda
La carrera de Stoddard, home enamorat de la justícia, és fundada en una impostura: l'home que ha matat Liberty Valance és Doniphon. El personatge del periodista de 1910 pren clarament el partit de la llegenda: 
| « | When the legend becomes fact, print the legend! | » |

 El final de la pel·lícula es nega, en nom de la llegenda, a rehabilitar Doniphon: el mite americà, per construir-se, té més necessitat de creure en la victòria del jurista que en la del cow-boy.
Tanmateix Ford ensenya tant els fets en brut com la llegenda, sense privilegiar l'un respecte a l'altre, per mitjà d'una paradoxa (Lourcelles) que és al cor de la pel·lícula: la verdadera llegenda per als espectadors de la pel·lícula, és portada per Doniphon, l'home que ha matat verdaderament Valance, mentre que per als personatges de la pel·lícula, és Stoddard, "l'home que ha matat Liberty Valance", qui és una llegenda, quan en realitat no ho ha fet. La veritat i la llegenda estan doncs vinculades.

## Música
La partitura musical de la pel·lícula va ser composta per Cyril J. Mockridge, però en escenes relacionades amb les relacions de Hallie amb Doniphon i Stoddard, Ford va reprendre "Ann Rutledge Theme" d'Alfred Newman, del Jove Mr. Lincoln. Va dir a Bogdanovich que va utilitzar el tema en ambdues pel·lícules per evocar el desig reprimit i l'amor perdut. L'estudiosa de cinema Kathryn Kalinak assenyala que el tema d'Ann Rutledge "codifica l'anhel" i "desxifra el fallit afer amorós entre Hallie i Tom Doniphon, l'amor creixent entre Hallie i Ranse Stoddard, i la pèrdua traumàtica experimentada per Hallie sobre la seva elecció d'un sobre l'altre, cap dels quals està clarament articulat pel diàleg." Les porcions de la cançó "There'll Be a Hot Time in the Old Town Tonight" són interpretades en escenes per músics de bar i una banda de marxa.
El tema principal de Mockridge que obre la imatge també es pot escoltar, d'una forma una mica diferent, en un tràiler per a River of No Return amb Robert Mitchum i Marilyn Monroe llançat el 1953.
La cançó de Burt Bacharach-Hal David "(The Man Who Shot) Liberty Valance" es va convertir en un èxit top-10 per a Gene Pitney. Encara que es basava en la trama de la pel·lícula, no es va utilitzar en la pel·lícula. Pitney va dir en una entrevista que estava a l'estudi a punt de gravar la cançó quan "... Bacharach ens va informar que la pel·lícula acabava de sortir." Sembla poc probable que la cançó s'utilitzés per als crèdits d'obertura, ja que les seves lletres donen la sorpresa que la pel·lícula s'acaba. La pel·lícula va ser llançada el 18 d'abril de 1962, i la cançó va entrar al Billboard Hot 100 la setmana acabant el 28 d'abril de 1962, arribant al número quatre al juny. Jimmie Rodgers també va gravar la cançó, en l'estil Gene Pitney. James Taylor el va versionar en el seu àlbum de 1985 That's Why I'm Here, igual que The Royal Guardsmen en el seu àlbum de 1967Snoopy vs. the Red Baron. També va ser versionada per la banda de rock australiana Regurgitator en el seu àlbum tribut a David/Bacharach To Hal and Bacharach de 1998. El 2010, els Western Writers of America el van escollir com una de les 100 millors cançons occidentals de tots els temps.

## Rebuda
The Man Who Shot Liberty Valance va ser estrenada a l'abril de 1962, i va aconseguir un èxit financer i crític. Produïda per 3,2 milions de dòlars, va recaptar 8 milions de dòlars, convertint-la en la 15a pel·lícula de recaptació més alta de 1962. Segons Kinematograph Weekly, la pel·lícula va ser considerada un "money maker" a la taquilla britànica el 1962.
Els vestits d'Edith Head van ser nominats a un Oscar al millor disseny de vestuari (negre i blanc), un dels pocs Westerns mai nominats en aquesta categoria.
Les crítiques contemporànies van ser generalment positives, tot i que alguns crítics van pensar que l'acte final va ser un fracàs. Variety va anomenar la pel·lícula "entretinguda i emocionalment implicada", però va pensar que si la pel·lícula hagués acabat 20 minuts abans, "hauria estat un estudi tibant i acumulatiu de la ironia del destí heroic", en lloc de concloure amb "ictus condescendents, melodramàtics i anticlimàctics. El que s'hauria d'haver deixat per entusiasmar la imaginació s'escriu fins que no queda res per assaborir o discutir."
El Monthly Film Bulletin va estar d'acord, lamentant que el "final de 20 minuts anticlimàctic...destrueix el valor de la simplicitat desarmadora i la calidesa natural que són l'etern estoc de comerç de Ford." Malgrat això, la crítica va mantenir que la pel·lícula "té més que suficient gust per veure-la a través," i que Ford no havia "perdut cap del seu talent per atrapar el cor real, l'humor i el sabor violent de la seva tècnica." A. H. Weiler de The New York Times va escriure que "El senyor Ford, que ha copejat més or a Occident que qualsevol altre cineasta, també ha extret una vena rica aquí," però va opinar que la pel·lícula es torna més lenta una vegada Stoddard es fa famós mentre fa camí cap a "un anticlímax obvi, massa llarg i garrulós."
Richard L. Coe, de The Washington Post, va qualificar la pel·lícula com "un fil tranquil que presumeix de bones actuacions", però es va molestar pel "fet incrèdul que els animats habitants de Shinbone no van polir Valence per si mateixos. A la televisió el malvat hauria passat a ser algun ranxer despietat que no volgués la categoria d'estat." John L. Scott de Los Angeles Times va escriure, "El director Ford és culpable d'uns quants períodes llargs i lents en la seva narració, però en la seva major part els vells i fiables tocs de Ford són aquí." Harrison's Reports va donar a la pel·lícula un grau de "Molt bo", però en Brendan Gill de The New Yorker va ser negatiu i la va qualificar com "una paròdia del millor treball de Ford."
Les avaluacions més recents han estat més uniformement positives. La pel·lícula és considerada una de les millors de Ford, i en una enquesta, classificada amb The Searchers i The Shootist com un dels millors Westerns de John Wayne. En Roger Ebert va escriure que cadascun dels 10 westerns de Ford i Wayne és "... complet i autocontingut d'una manera que s'acosta a la perfecció", i va destacar Liberty Valance com "el més pensatiu i reflexiu" del grup. El director Sergio Leone (Once Upon a Time in the West, The Good, the Bad and the Ugly) va llistar Ford com una influència important en el seu treball, i Liberty Valance com la seva pel·lícula favorita de Ford. "És l'única pel·lícula", va dir, "on [Ford] va aprendre sobre alguna cosa anomenada pessimisme." En una anàlisi retrospectiva, The New York Times va anomenar Liberty Valance "...un dels grans clàssics occidentals," perquè "qüestiona el paper del mite en forjar les llegendes d'Occident, mentre posava aquest tema en l'ambient elegíac del mateix Occident, llançat per l'ancià Stewart i Wayne." Richard Brody de The New Yorker el va descriure com "la major pel·lícula política americana", a causa de les seves representacions d'una premsa lliure, reunions de ciutats, debats d'estat, i la "influència civilitzadora" de l'educació a l'Amèrica fronterera. Segons l'estudiós Victor Bruno, la pel·lícula utilitza el simbolisme del desert i el jardí per representar els papers del vaquer Doniphon i el civilitzat Stoddard. Bruno assenyala que després de permetre a Stoddard rebre el crèdit per la mort de Valance, Donifont "cala foc a la seva pròpia casa, donant lloc a un procés similar a l'ekpirosi que arrasa la seva existència fins al sòl. Fins al dia de la seva mort, Doniphon es converteix en un home ossificat — literalment un fòssil d'un ésser que va viure en una època anterior." No obstant això, contràriament a la majoria d'opinions sobre la pel·lícula, Bruno creu que The Man Who Shot Liberty Valance és l'acusació de Ford del caràcter cada vegada més "antimitològic" dels Estats Units. "No és d'estranyar que Ford comenci la seva 'Edat de la Mortalitat' amb una imatge tan ombrívola. Quan el narrador místic comença a enfrontar-se a la mort, ha de destacar les imperfeccions del seu entorn, que és realment ell mateix, perquè pugui enfrontar-se a la mort lliure de pecats.
La pel·lícula és reconeguda per l'American Film Institute en les llistes següents:
- 2003: 100 anys de l'AFI... 100 herois i malvats:
  - Tom Doniphon – Heroi nominat.[33]
- 2005: AFI's 100 Years...100 Movie Quotes:
  - Maxwell Scott: "Aquest és l'Oest, senyor. Quan la llegenda es fa realitat, imprimeix la llegenda." – Nominat[34]
- 2008: 10 Top 10 de l'AFI:
  - Nominada pel·lícula de l'oest.[35]

## Premis i nominacions

### Premis
- 2007. National Film Registry

### Nominacions
- 1963. Oscar al millor vestuari per Edith Head